# Развигорово
Развигорово (болг. Развигорово) — село в Болгарии. Находится в Шуменской области, входит в общину Хитрино. Население составляет 264 человека.

## Политическая ситуация
В местном кметстве Развигорово, в состав которого входит Развигорово, должность кмета (старосты) исполняет Ферхан  Шюкриев Ахмедов (Движение за права и свободы (ДПС)) по результатам выборов правления кметства.
Кмет (мэр) общины Хитрино — Нуридин Басри Исмаил Движение за права и свободы (ДПС)) по результатам выборов в правление общины.